# Accidentul feroviar de la Lac-Mégantic
Accidentul feroviar de la Lac-Mégantic a avut loc pe 6 iulie 2013, ora locală 01:15, în orașul canadian Lac-Mégantic din provincia Québec.
Cel puțin patru vagoane-cisternă încărcate cu țiței dintr-un convoi de 77 au deraiat și explodat în centrul orașului, determinând evacuarea a cel puțin 2.000 de persoane și distrugerea totală sau parțială a circa 30 de clădiri.

## Detalii

### Ruta
Calea ferată ce trece prin Lac-Mégantic era deținută, la momentul accidentului, de operatorul Maine, Montreal and Atlantic Railway (MMA). MMA deținea linia dintre Saint-Jean-sur-Richelieu, Quebec și Brownville, Maine, cumpărată în 2003 de la Canadian Pacific Railroad (CPR). 
Linia ferată prin orașul Lac-Mégantic a fost construită în anii 1880 ca parte a rețelei de căi ferate transcontinentale a CPRului, dintre Montreal, Quebec și Saint John, New Brunswick, la est de Lac-Mégantic, linia era operată de International Railway of Maine. În anii 1970, o propunere de mutare a căii ferate, departe de centrul orașului, a fost considerată, dar ulterior abandonată din cauza costurilor ridicate. Până în decembrie 1994, linia găzduia trenurile de marfă ale CPRului dar și trenul de călători ”Atlantic” al operatorului VIA Rail. Pe 16 decembrie 1994, VIA Rail a desființat trenul de călători ”Atlantic”, deoarece VIA Rail nu putea să opereze trenurile de călători pe linii care nu erau deținute de Canadian National sau Canadian Pacific, cei doi mari operatori feroviari din Canada. În ianuarie 1995, CPR a vândut linia dintre Brownville și Saint John conglomeratului industrial J. D. Irving, care a stabilit 2 subsidiare pentru a exploata linia (Eastern Maine Railway și New Brunswick Southern Railway), iar secțiunea dintre Brownville spre Montreal a fost achiziționată de Iron Road Railways.
Iron Road Railways a dat faliment în toamna anului 2002, iar fosta linie dintre Montreal și Brownsville a fost vândută companiei Rail World Inc, lucru ce a dus la creerea operatorului MMA în ianuarie 2003. De atunci, MMA a utilizat o tactică agresivă de reducere a costurilor, ducând la întreținerea proastă a căii de rulare. Transport Canada permite unei căi ferate să-și folosească linia, cât timp un segment al căii de rulare de 12 metri are cel puțin 5 traverse întregi și alte 14 avariate, atâta timp cât viteza este limitată la 10 mph (16 km/h). Situația căii ferate operate de MMA a continuat să se înrăutățească, mai ales deoarece MMA a eșuat să folosească milioane de dolari primiți din partea guvernului provincial în 2007 pentru a-și menține liniile ferate. În 2013, erau 23 de restricții de viteză pe linia Montreal-Brownville, printre care 5 mph (8 km/h) în triajul Sherbrooke, dar și o secțiune de 11 mile (18 km) la est de Magog, limitată la 10 mph (16 km/h).

### Trenul

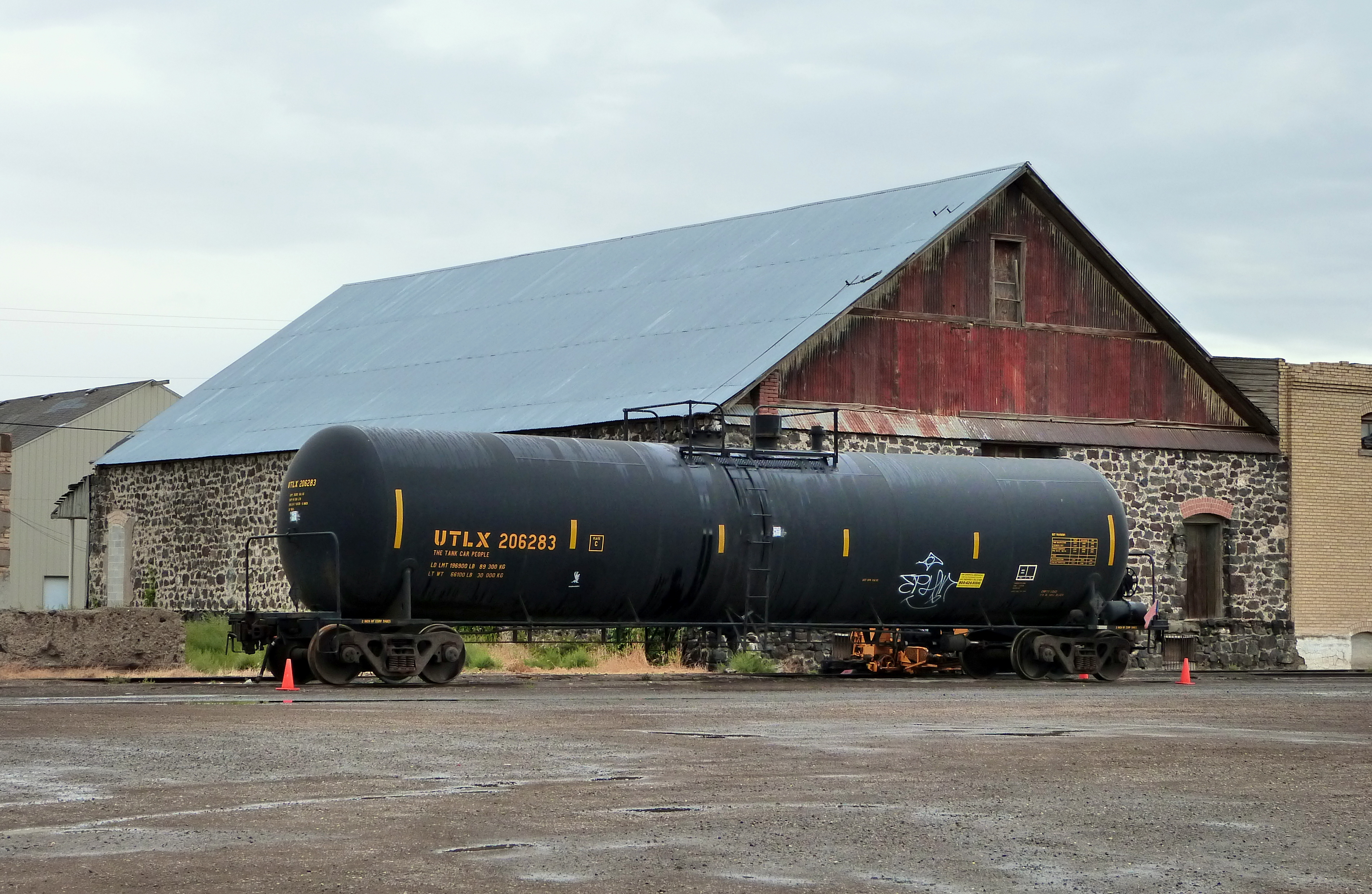
Cisternă de tip DOT-111

Trenul MMA 2, avea o lungime de 1433 metri, și cântărea 10,287 de tone. Garnitura era alcătuită din:
- MMA 5017, GE C30-7 (livrată în octombrie 1979 pentru operatorul Burlington Northern)
- O fostă cambuză ce găzduia echipamentele Locotrol pentru a permite operarea trenului cu un singur mecanic
- MMA 5026, GE C30-7
- CITX 3053, EMD SD40-2
- MMA 5023, GE C30-7
- CEFX 3166, EMD SD40-2
- Un vagon de marfă acoperit (boxcar) încărcat, servind ca un vehicul de protecție
- 72 de cisterne nepresurizate de tipul DOT-111A, fiecare încărcate cu 113,000 litri de țiței.

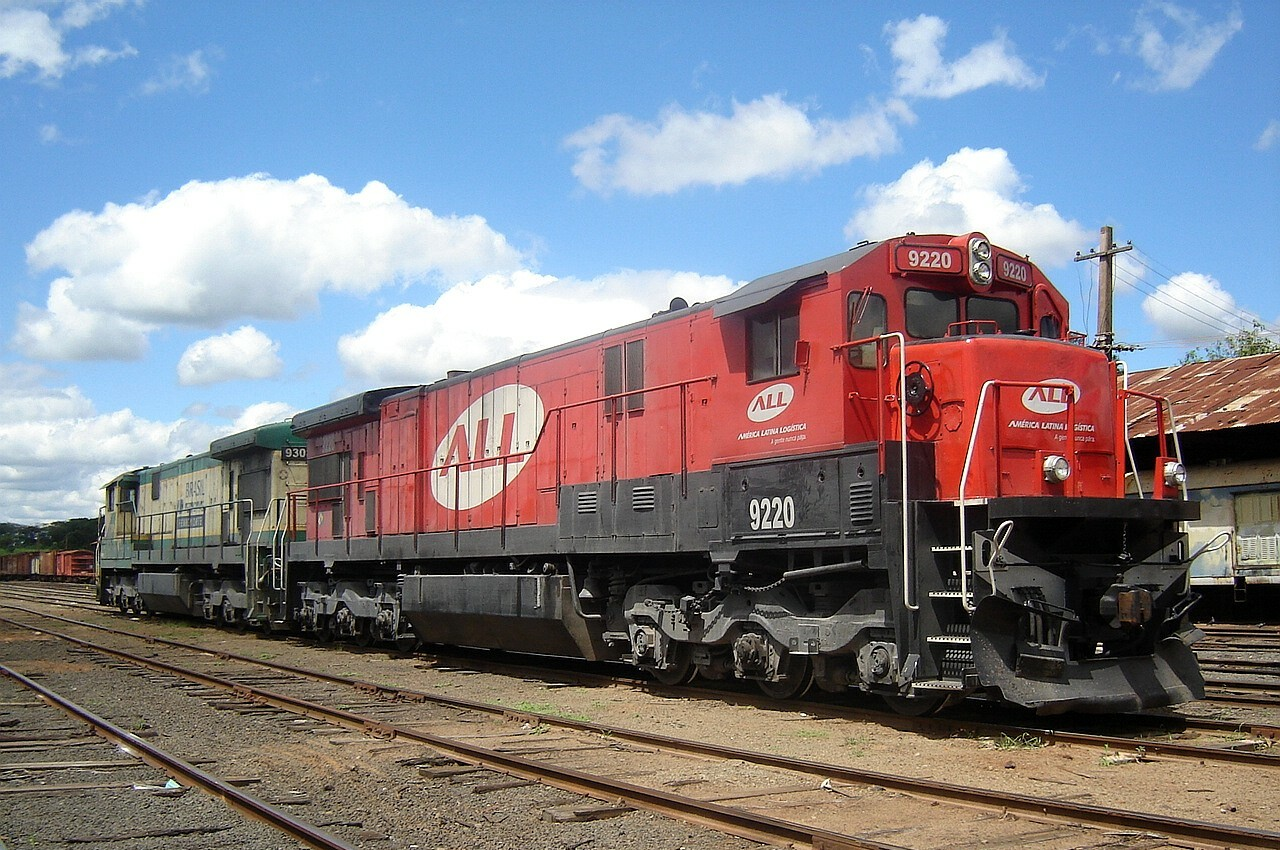
Locomotivă GE C30-7 în Brazilia, identică cu locomotiva MMA 5017

MMA deținea o flotă considerabilă de locomotive GE C30-7, cumpărate de la BNSF Railway la finalul aniilor 1990 și începutul aniilor 2000. O mare parte din locomotive (printre care și cele implicate în accident) au fost livrate între 1978 și 1983 predecsorilor lui BNSF, Burlington Northern Railroad și Atchinson, Topeka and Santa Fe Railroad. Odată cu fuzionarea celor două companii în 1996, BNSF și-a vândut flota de locomotive General Electric Dash 7 (printre care și modelul C30-7) din cauza problemelor de fiabilitate, dar și pe fondul modernizării parcului rulant cu locomotive Dash 9 (C44-9W). Locomotivele au fost ulterior achiziționate la mâna a doua, în mare parte de operatori feroviari mici din Statele Unite și Canada. În octombrie 2012, locomotiva 5017 a fost trimisă la atelierele de reparații deținute de MMA, din cauza unei defecțiuni la motor. Locomotiva a fost reparată în grabă, deoarece a fost necesară reintroducerea ei în circulație, motorul fiind reparat cu rășină de tip epoxidic, material lipsit de durabilitate. Ulterior, motorul a avut de suferit, emanând fum alb și negru excesiv și ducând la supratensionare, de unde uleiul de lubrifiere s-a acumulat în turbosuflantă, ducând la supraîncălzirea sa. 
Trenul încărcat cu țiței iși are originea din câmpul petrolier Bakken, iar garnitura a plecat din New Town, Dakota de Nord, având ca destinație rafinăria Irving din Saint John, New Brunswick. Țițeiul era transportat de Canadian Pacific, care a subcontractat MMA să transporte garnitura între Côte-Saint-Luc și Brownville, de unde New Brunswick Southern Railway urma să preia garnitura spre rafinăria Irving. În doar 9 luni, 67 de trenuri au transportat 3830 de vagoane încărcate cu țiței pe ruta respectivă.
Vagoanele DOT-111A au fost proiectate în anii 1960 pentru transportul lichidelor, iar în 2009, 69% din vagoanele cisternă din Statele Unite erau de acest tip. În Canada, vagoanele CTC-111A (model identic) alcătuiau 80% din flota cisternelor de pe căile ferate canadiene. Vagoanele de acest tip au un risc ridicat de avariere, din cauza ”proiectării inadecvate” a structurii cisternei, ducând la ruperi periculoase. Chiar și înaintea accidentului de la Lac-Mégantic, s-a încercat forțarea înlocurii vagoanelor de tip DOT-111A, mișcare opusă de industria petrolieră și de companiile de închirere a vagoanelor, care erau îngrijorate de costurile ridicate ale planului. Începând cu anul 2011, guvernul Canadian a impus reglementări noi, care obligă achiziționarea cisternelor noi cu tablă groasă, deși reglementările noi nu au dus la retragerea vagoanelor vechi.
MMA putea (dar nu avea permisiunea) de Transport Canada și Autoritatea Federală a Căilor Ferate (SUA) să folosească doar un membru pentru a conduce trenurile. Utilizarea unei singure persoane (fără echipajul suplimentar) a fost criticată de un fost angajat al MMA, Jarod Briggs, care a explicat ziarului Bangor Daily News că măsura, implementată pentru a reduce costurile de operare, era periculoasă: ”atâtea se pot întâmpla într-o tură de 12 ore, precum o alunecare de teren, o defectare a locomotivei, copaci doborâți, etc. Ce s-ar întâmpla dacă mecanicul ar întâmpina o problemă medicală, cine o să știe?”. Transport Canada a investigat posibilitatea evitării accidentului dacă un alt mecanic de tren s-ar fi aflat la bord, rezultatele au fost neconcludente. 
Frânele garniturii sunt alimentate de la compresorul locomotivelor; dacă locomotivele sunt oprite, compresoarele nu vor mai funcționa, ducând la pierderea presiunii frânelor și a eficienței lor. De obicei, dacă presiunea scade rapid, frânele vagoanelor sunt automat acționate, pentru a evita posibile accidente, dar în cazul acestui accident, presiunea a scăzut încet, iar frânele vagoanelor nu au fost acționate. De asemenea, procedura standard pentru a parca o garnitură ca cea implicată în accident este de a defrâna garnitura, pentru a permite frânele vagoanelor să acționeze. Locomotivele trenului MMA 2 aveau sisteme ce puteau restarta sistemul de frâne de aer în cazul unei defecțiuni, dar locomotiva 5017 nu avea sistemul activat, chiar dacă era instalat asupra locomotivei, deci, frânele nu puteau fi activate în cazul opririi motorului sau în cazul altei defecțiuni.
Pe lângă asta, toate vagoanele erau dotate cu cel puțin o frână de mână (mecanică), care exercită o forță asupra roților prin alipirea unor tamburi asupra roții. Depinzând de mai mulți factori (vârsta, starea de întreținere, aplicarea alături de frânele cu aer și forța exercitată de persoana ce aplică frâna de mână), TSB a estimat că între 17 și 26 de vagoane aveau nevoie să fie frânate pentru a preveni plecarea garniturii. Un test de stabilizare a garniturii ar fi fost posibil doar cu 2 membri ai echipajului, dar deoarece trenul era înmânat de doar un mecanic, testul nu a putut fi performat.

## Investigație

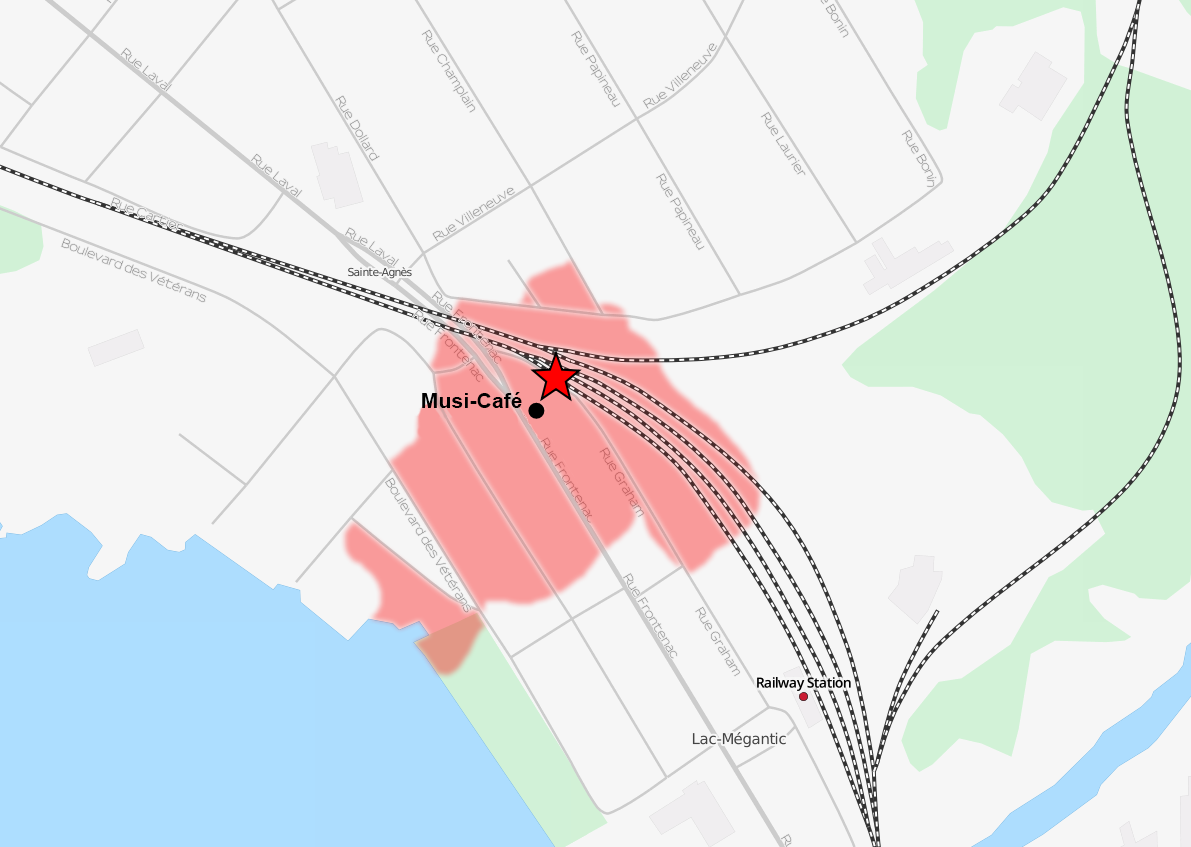
Lac-Mégantic cu indicarea ariei afectate de explozie

Un purtător de cuvânt al companiei The Montreal Maine & Atlantic (deținătoarea convoiului), Christophe Journet, a declarat că înainte de catastrofă, trenul fusese oprit în satul vecin, Nantes, pentru a se face schimbul de echipă și că, din motive necunoscute, trenul a început "să avanseze, să se miște în pantă până în Lac-Mégantic", în timp ce sistemele de frânare erau active. Drept urmare, "nu exista niciun mecanic la bordul trenului" atunci când acesta s-a pus în mișcare, a declarat acesta. Din cele cinci locomotive care propulsau convoiul de 77 vagoane, prima locomotivă fusese lăsată, așa cum se obișnuia, cu motorul în stare de funcțiune pentru a asigura presiunea necesară sistemului hidraulic de frânare, în disprețul legii care prevedea că pentru un tren format din 72 vagoane cel puțin nouă dintre acestea trebuiau să aibă și frânele manuale (pe șurub) acționate. Această locomotivă suferise în Nantes un incendiu minor, iar în urma stingerii focului de către echipele de pompieri cineva i-a oprit motorul care era unicul responsabil pentru menținea trenul imobilizat, făcând astfel posibilă alunecarea acestuia pe panta înspre Lac-Mégantic, unde în curba strânsă de pe chei convoiul a deraiat. Rețeaua feroviară canadiană a fost neglijată de proprietari după privatizarea ei în 1995, compania MMA utilizând o secțiune vetustă,, fragila companie americană neinvestind de altfel nici în materialul rulant (din cele 26 locomotive in proprietate, cea mai veche datează din 1947 și cea mai nouă din 1988). Guvernul canadian a crezut că privatizând rețeaua feroviară, din exploatare vor fi generați suficienți bani pentru întreținerea ei, fapt care s-a dovedit însă iluzoriu. În 2007, guvernul federal decide să injecteze împreună cu guvernul provincial (al Québec-ului) fonduri publice în companiile feroviare private în valoare de 50 de milioane de dolari pentru următorii cinci ani, pentru a permite acestor companii să efectueze investițiile necesare menținerii siguranței transportului pe căi ferate, cerând în schimb acestora să investească și ele 25 de milioane. Până în 2013, MMA, compania implicată în tragedia din Lac-Mégantic, n-a folosit decât jumătate din fondurile publice care îi reveneau, pentru că disponibilizarea acestora era legată de o contribuție corespunzător proporțională din partea părții private, ori MMA nu era capabilă să furnizeze mai mult de 2.4 milioane dolari canadieni.

## Victime
În urma accidentului 50 de persoane au decedat (38 confirmat și 12 presupus), peste 128 de persoane fiind rănite.

## Reacții
- Canada: premierul canadian Stephen Harper a declarat: „Sunt șocat, îngrozit de veste. Din nefericire este clar că au fost pierderi de vieți omenești, chiar dacă nu se cunoaște încă amploarea.”
- Quebec: premierul Quebecului, Pauline Marois, și-a exprimat „regretul profund”: „Am resimțit tristețe în special pentru oamenii afectați de această catastrofă, centrul orașului este distrus.[8]”